# Partito Umanista (Cile)
Il Partido Umanista (Partido Humanista - PH) è un partito politico cileno fondato nel marzo del 1984 ed è membro dell'Internazionale Umanista.

## Storia
Nel dicembre del 1989, Laura Rodríguez fu la prima deputata, nel mondo, ad essere eletta nel Partito Umanista.
Fin dal ritorno della democrazia in Cile il Partito Umanista ha sempre partecipato ad elezioni presidenziali con un proprio candidato (tre volte) o appoggiando candidati frutto di accordi elettorali con altri partiti della sinistra extraparlamentare. Nel caso delle prime elezioni democratiche successive alla dittatura appoggia Patricio Aylwin,  candidato di tutta l'opposizione a Pinochet che risulta eletto.

## Risultati elettorali
| Elezione          | Elezione | Voti    | %    | Seggi   |
| ----------------- | -------- | ------- | ---- | ------- |
| Parlamentari 2017 | Camera   | 253.580 | 4,23 | 5 / 155 |
| Parlamentari 2017 | Senato   | 62.223  | 3,73 | 0 / 23  |

| Elezione | Elezione | Candidato                | Voti      | %     | Esito         |
| --- | -------- | ------------------------ | --------- | ----- | ------------- |
| Presidenziali 1989 | I turno  | Patricio Aylwin a        | 3.850.571 | 55,17 | ✔️ Eletto     |
| Presidenziali 1993 | I turno  | Cristián Reitze Campos b | 81.675    | 1,17  | ❌ Non eletto |
| Presidenziali 1999 | I turno  | Tomás Hirsch             | 36.235    | 0,51  | ❌ Non eletto |
| Presidenziali 2005 | I turno  | Tomás Hirsch c           | 375.048   | 5,40  | ❌ Non eletto |
| Presidenziali 2009 | I turno  | Marco Enríquez-Ominami d | 1.405.124 | 20,14 | ❌ Non eletto |
| Presidenziali 2013 | I turno  | Marcel Claude Reyes      | 185.072   | 2,81  | ❌ Non eletto |
| Presidenziali 2017 | I turno  | Beatriz Sánchez e        | 1.336.824 | 20,27 | ❌ Non eletto |
| a Candidato della coalizione Concertazione dei Partiti per la Democrazia b Sostenuto dalla coalizione Alleanza Umanista Verde (con I Verdi) c Sostenuto dalla coalizione Juntos Podemos Más (con Partito Comunista del Cile) d Candidato della coalizione Nuova Maggioranza per il Cile (con Partito Ecologista Verde del Cile) e Sostenuto dalla coalizione Fronte Ampio |          |                          |           |       |               |